# Minder på skinner
|  | Denne artikel er oprettet af botten PalnaBot ud fra en ekstern database. Den kan derfor have sproglige fejl eller mangler. Denne skabelon kan fjernes efter kontrol af indholdet. |

Minder på skinner er en dokumentarfilm fra 1996 instrueret af Mikkel Bo efter manuskript af Mikkel Bo.

## Handling
»Tog kører ind på perronen« hedder en af filmhistoriens første film. Tog har altid været et yndet filmisk motiv. I 1996 fyldte filmen 100 år og De Danske Statsbaner fyldte 150. »Minder på skinner« er en kærlighedserklæring til tog og film. Rammehistorien er en ældre herre, der tager på en rejse i tid og sted i et splinternyt IC3-tog - en rejse gennem såvel det danske landskab som DSBs og Danmarks historie.